# Джейн Остін у масовій культурі

## Екранізація творів Джейн Остін
| Рік  | Жанр               | Назва                                         | За мотивом             | Примітки |
| ---- | ------------------ | --------------------------------------------- | ---------------------- | --- |
| 1938 | фільм              | Гордість і упередження                        | Гордість і упередження | (Велика Британія) |
| 1940 | фільм              | Гордість і упередження                        | Гордість і упередження | (США) |
| 1948 | фільм              | Емма                                          | Емма                   | |
| 1952 | телесеріал         | Гордість і упередження                        | Гордість і упередження | (Велика Британія) |
| 1958 | телесеріал         | Гордість і упередження                        | Гордість і упередження | (Велика Британія) |
| 1960 | телесеріал         | Переконання                                   | Переконання            | |
| 1960 | телесеріал         | Емма                                          | Емма                   | |
| 1967 | телесеріал         | Гордість і упередження                        | Гордість і упередження | (Велика Британія) |
| 1971 | телесеріал         | Переконання                                   | Переконання            | |
| 1971 | телесеріал         | Розум і почуття                               | Чуття і чуттєвість     | |
| 1972 | телесеріал         | Емма                                          | Емма                   | |
| 1980 | телесеріал         | Гордість і упередження                        | Гордість і упередження | (Велика Британія, Австралія) |
| 1981 | телесеріал         | Розум і почуття                               | Чуття і чуттєвість     | |
| 1983 | телесеріал         | Менсфілд-парк                                 | Менсфілд-парк          | |
| 1987 | фільм              | Нортенґерське абатство                        | Нортенґерське абатство | |
| 1995 | телесеріал         | Гордість і упередження                        | Гордість і упередження | (Велика Британія) |
| 1995 | фільм              | Переконання                                   | Переконання            | |
| 1995 | фільм              | Розум і почуття                               | Чуття і чуттєвість     | |
| 1995 | романтична комедія | Безголові                                     | Емма                   | Clueless, (США). Альтернативна назва «Дурноголові» (вільна сучасна адаптація). |
| 1996 | фільм              | Емма                                          | Емма                   | фільм Дугласа Макграта |
| 1996 | телефільм          | Емма                                          | Емма                   | телефільм Діармайда Лоуренса |
| 1999 | фільм              | Менсфілд-парк                                 | Менсфілд-парк          | Mansfield Park (1999 film) |
| 2000 | фільм              | Розум і почуття                               | Чуття і чуттєвість     | Kandukondain Kandukondain |
| 2001 | фільм              | Щоденник Бріджит Джонс                        | Гордість і упередження | Роман є вільною версією «Гордості і упередження», а Елізабет Беннет і Фіцуільям Дарсі виступають прототипами для Бріджит Джонс і Марка Дарсі.                                                            |
| 2003 | фільм              | Гордість і упередження: комедія останніх днів | Гордість і упередження | Pride & Prejudice: A Latter-Day Comedy (США), Сучасна адаптація роману, дія відбувається за наших часів.                                                                                                 |
| 2004 | фільм              | Наречена і упередження                        | Гордість і упередження | Bride and Prejudice, екранізація роману, адаптація в стилі Боллівуду (Індія, США) |
| 2004 | фільм              | Бріджит Джонс: Межі розумного                 | Гордість і упередження | |
| 2005 | фільм              | Гордість і упередження                        | Гордість і упередження | (Велика Британія, Франція) |
| 2006 | фільм              | Матеріальні дівчата                           | Чуття і чуттєвість     | |
| 2007 | фільм              | Переконання                                   | Переконання            | |
| 2007 | фільм              | Менсфілд-парк                                 | Менсфілд-парк          | Mansfield Park (2007 film) |
| 2007 | фільм              | Нортенґерське абатство                        | Нортенґерське абатство | |
| 2008 | мінісеріал         | Розум і почуття                               | Чуття і чуттєвість     | |
| 2008 | фільм              | Ожила книга Джейн Остін                       | Гордість і упередження | Lost in Austen, екранізація роману (Велика Британія) |
| 2009 | телесеріал         | Емма                                          | Емма                   | Emma (2009 TV serial), (Велика Британія) |
| 2010 | фільм              | Аїша                                          | Емма                   | Aisha (2010 film) |
| 2011 | романтична комедія | Prada і почуття                               | Чуття і чуттєвість     | (США) |
| 2012 | вебсеріал          | Щоденники Ліззі Беннет                        | Гордість і упередження | Фільм Щоденники Ліззі Беннет (серіал 2012—2013). Вебсеріал «Щоденники Ліззі Беннет» або «Що буде, якщо відправити героїв „Гордості і Упередження“ в двадцять перше століття».                            |
| 2014 | телесеріал         | Гордість і упередження                        | Гордість і упередження | телесеріал 2014 року (Південна Корея), альтернативною назвою є Omangwa Pyungyeon. Режисер Кім Чжин Мін.                                                                                                  |
| 2016 | фільм              | Кохання та дружба                             | Леді Сьюзен            | |
| 2017 | фільм              | Містер Гордість і Міс Упередження             | Гордість і упередження | Ao Jiao & Pian Jian це китайський романтичний комедійний фільм 2017 року, знятий Лі Хайш і Хуан Янвеем в головних ролях: Ділраба Ділмурат, Леон Чжан і угор Гао. Він вийшов у Китаї 20 квітня 2017 року. |
| 2019 | телесеріал         | Сандітон                                      | Сандітон               | |
| 2020 | фільм              | Емма                                          | Емма                   | |

## Фільмографія про Джейн Остін
- Справжня Джейн Остін (The Real Jane Austen), 2002, Велика Британія, фільм. Режисер Ніккі Паттісон, в ролі Джейн — Джилліан Кірні.
- Міс Остін шкодує (Miss Austen Regrets), 2007, Велика Британія. Режисер Джеремі Ловерінг, в ролі Джейн — Олівія Вільямс.
- Джейн Остін, 2007, Велика Британія. Режисер Джуліан Джаррольд, в ролі Джейн — Енн Гетевей.
- Життя по Джейн Остін (The Jane Austen Book Club), 2007 — історія про людей, об'єднаних в клуб шанувальників письменниці Джейн Остін. США, драми, мелодрами. Режисер Робін Свікорд.
- Остінленд (Austenland), 2013, США. Комедія, мелодрама. Режисер Джеруша Хесс. У головній ролі — Кері Расселл . Молода жінка, захоплена романами Остін, вирушає до Англії, в тематичний парк Остінленд, щоб зануритися в атмосферу улюблених книг.

## Видання українською мовою
- Остін Джейн. Гордість і упередженість = Pride and Prejudice / пер. з англ. В. Горбатко. — Харків : Фоліо, 2005. — 349 p. — ISBN 9660328966.
- Остін Джейн. Гордість і упередженість = Pride and Prejudice / пер. з англ. В. Горбатко. — Харків : Фоліо, 2005. — 350 p. — ISBN 9660328974.
- Остін Джейн. Емма = Emma / пер. з англ. В. Горбатко. — Харків : Фоліо, 2005. — 446 p. — ISBN 9660327633.
- Остін Джейн. Чуття і чутливість = Sense and Sensibility / пер. з англ. В. Горбатко. — Харків : Фоліо, 2005. — 319 p.
- Остін Джейн. Чуття і чутливість = Sense and Sensibility / пер. з англ. В. Горбатко. — Харків : Фоліо, 2005. — 319 p. — ISBN 9660329687.
- Остін Джейн. Чуття і чутливість = Sense and Sensibility / пер. з англ. В. Горбатко. — Харків : Фоліо, 2005. — 319 p. — ISBN 9660329695.
- Остін Джейн. Менсфілд-парк = Mansfield Park / пер. з англ. Д. Радієнко. — Харків : Фоліо, 2008. — 380 p. — ISBN 9789660345898.
- Остін Джейн. Доводи розсудку = Persuasion / пер. з англ. Т.О. Шевченко. — Харків : Фоліо, 2009. — 317 p. — ISBN 9789660347007.
- Остін Джейн. Нортенґерське абатство = Northanger Abbey / пер. з англ. Т.О. Шевченко. — Харків : Фоліо, 2009. — 254 p. — ISBN 9789660347014.
- Остін Джейн. Гідність і гонор = Pride and Prejudice / пер. з англ. Тетяна Некряч. — Київ : КМ-Букс, 2011. — 368 p. — ISBN 9786175380000.
- Остін Джейн. Доводи розсудку = Persuasion / пер. з англ. Т.О. Шевченко. — Харків : Фоліо, 2013. — 320 p. — ISBN 9789660365667.
- Остін Джейн. Доводи розсудку = Persuasion / пер. з англ. Т.О. Шевченко. — Харків : Факт, 2013. — 317 p. — ISBN 9789666377541.
- Остін Джейн. Емма = Emma / пер. з англ. В. Горбатко. — Харків : Фоліо, 2013. — 447 p. — ISBN 9789660365476.
- Остін Джейн. Емма = Emma / пер. з англ. В. Горбатко. — Харків : Факт, 2013. — 446 p. — ISBN 9789666377558.
- Остін Джейн. Гідність і гонор = Pride and Prejudice. — Київ : Велмайт, 2014. — 416 p. — ISBN 9786177025275.
- Остін Джейн. Гордість та упередження = Pride and Prejudice / пер. з англ. Ганна Лелів. — Київ : Знання, 2015. — 382 p. — ISBN 9786170702524.
- Остін Джейн. Гордість та упередження = Pride and Prejudice / пер. з англ. Ганна Лелів. — Київ : Знання, 2015. — 384 p. — ISBN 9786170702517.
- Остін Джейн. Нортенгерське абатство = Northanger Abbey / пер. з англ. В. Бута. — Київ : Велмайт, 2015. — 352 p. — ISBN 9786177025657.
- Остін Джейн. Гідність і гонор = Pride and Prejudice / пер. з англ. Тетяна Некряч Вік Підліткам. — Київ : КМ-Букс, 2017. — 416 p. — ISBN 9786177409273.
- Остін Джейн. Гідність і гонор = Pride and Prejudice / пер. з англ. Тетяна Некряч. — Київ : КМ-Букс, 2018. — 416 p. — ISBN 9786177498208.
- Остін Джейн. Гордість і упередженість = Pride and Prejudice / пер. з англ. В. Горбатко. — Харків : Фоліо, 2018. — 349 p. — ISBN 9789660380301.
- Остін Джейн. Гордість та упередження = Pride and Prejudice / пер. з англ. Ганна Лелів. — Київ : Знання, 2018. — 335 p. — ISBN 9786170706140.
- Остін Джейн. Менсфілд-парк = Mansfield Park / пер. з англ. Д. Радієнко. — Харків : Фоліо, 2018. — digital p. — ISBN 9789660368705.
- Остін Джейн. Менсфілд-парк = Mansfield Park / пер. з англ. Д. Радієнко. — Харків : Фоліо, 2018. — 573 p. — ISBN 9789660380271.
- Остін Джейн. Нортенґерське абатство = Northanger Abbey / пер. з англ. Т.О. Шевченко. — Харків : Фоліо, 2018. — 254 p. — ISBN 9789660380295.
- Остін Джейн. Чуття і чутливість = Sense and Sensibility / пер. з англ. В. Горбатко. — Харків : Фоліо, 2018. — 318 p. — ISBN 9789660380318.
- Остін Джейн. Чуття і чуттєвість = Sense and Sensibility / пер. з англ. Галина Пехник. — Київ : Знання, 2018. — 431 p. — ISBN 9786170705662.
- Остін Джейн. Переконання = Persuasion. — Київ : Знання, 2019. — 303 p. — ISBN 9786170707116.